# Antwerp Symphony Orchestra
Het Antwerp Symphony Orchestra is het symfonieorkest van Vlaanderen (België), met de Koningin Elisabethzaal in Antwerpen als thuisbasis. Het orkest geniet een nauwe samenwerking met eredirigent Philippe Herreweghe en dirigent emeritus Jaap van Zweden, en brengt concerten op de grootste podia in binnen- en buitenland. Vanaf seizoen 2026-2027 neemt Marc Albrecht de rol van chef-dirigent van het orkest op. Als een van de zeven kunstinstellingen van de Vlaamse Gemeenschap is de organisatie een van de belangrijkste vertegenwoordigers van cultuur in de regio.
Al van bij zijn ontstaan in 1955 ziet het Antwerp Symphony Orchestra het als zijn missie om een zo groot mogelijk publiek te ontroeren met een klassiek en hedendaags symfonisch repertoire. In het binnenland speelt het orkest elk seizoen, naast zijn Antwerpse thuisbasis, ook in Oost-Vlaanderen (Muziekcentrum De Bijloke), West-Vlaanderen (Concertgebouw Brugge) in Brussel (Bozar/Paleis voor Schone Kunsten). Als cultureel ambassadeur van Vlaanderen onderneemt het orkest elk seizoen internationale tournees binnen en buiten Europa. Antwerp Symphony Orchestra is niet enkel het residentieorkest van de Koningin Elisabethzaal, maar ook de behoeder van het klassieke repertoire in de gouden zaal. Complementair aan de eigen producties in zijn residentie nodigt het orkest, in samenwerking met Cofena, internationale toporkesten uit voor concerten in de beste concertzaal van het land. Met de culturele nalatenschap van Koningin Elisabeth, dankzij haar interesse voor kunst en cultuur niet weg te denken uit het culturele landschap in België, in gedachten wordt het kwaliteitslabel ‘Elisabeth Klassiek’ toegekend aan kwalitatief hoogstaande concerten in de Elisabethzaal en daarbuiten. 
Naast zijn reguliere concerten besteedt het Antwerp Symphony Orchestra aandacht aan jongerenwerk en sociale projecten voor mensen met een beperking of met een migratieachtergrond. Hiervoor kreeg het orkest in 2016 de “Iedereen Klassiek”-prijs van radio Klara.
Sinds 2015 is Joost Maegerman intendant.

## Namen
In de loop van zijn bestaan heeft het orkest verschillende namen gehad:
- vanaf april 2017 Antwerp Symphony Orchestra
- vanaf september 2002 Koninklijke Filharmonie van Vlaanderen / Royal Flemish Philharmonic - roepnaam deFilharmonie
- vanaf juli 1985 Koninklijk Filharmonisch Orkest van Vlaanderen
- vanaf januari 1983 Filharmonisch Orkest van Vlaanderen
- bij stichting in 1955 De Philharmonie van Antwerpen

## Ontstaan en geschiedenis

### Voorgeschiedenis
Het orkest past binnen een lange traditie van filharmonische verenigingen in Antwerpen. Als oudste voorloper kan de Société Royale d’Harmonie d’Anvers (vandaag nog steeds werkzaam als Sorodha) worden aangeduid. Deze in 1814 opgerichte muziekvereniging had een enorm groot ledenaantal en een erg burgerlijke agenda: het moreel welzijn van de Antwerpse inwoners verbeteren door middel van klassieke muziek.
In meer directe lijn liggen de roots van het Antwerp Symphony Orchestra ook bij de Koninklijke Maatschappij voor Dierkunde (KMDA). Van bij haar ontstaan in 1843 was deze vereniging vooral gericht op zoölogie en natuurbehoud. In 1895 richtte de Koninklijke Maatschappij voor Dierkunde een orkest op om concerten te kunnen geven voor haar leden. Tijdens de zomer vonden deze ‘Dierentuinconcerten’ plaats in de dierentuin en tijdens de wintermaanden verhuisde het orkest naar de ‘Grote Feestzaal’ (de voorloper van de huidige Koningin Elisabethzaal), die gebouwd werd in 1897 naar aanleiding van deze concerten. Onder leiding van Edward Keurvels en later Flor Alpaerts stonden componisten als o.a. Edvard Grieg, César Franck en Hector Berlioz op het programma, maar ook Vlaamse componisten als Waelput, Blockx, Wambach en De Mol kregen bijzondere aandacht.
In 1903 werd nog een ander orkest opgericht in Antwerpen: de Maatschappij der Nieuwe Concerten van Antwerpen onder leiding van Lodewijk Mortelmans. Gastdirigenten als Gustav Mahler, Siegfried Wagner, Hans Richter, Richard Strauss en Sergej Rachmaninov dirigeerden dit orkest. En solisten als Pablo de Sarasate, Jacques Thibaud, Pablo Casals en Fritz Kreisler speelden er onder de leiding van Mortelmans.

### Vzw De Philharmonie (1955 - 1983)
De orkesten van de Koninklijke Maatschappij voor Dierkunde en van de Maatschappij der Nieuwe Concerten verdwenen na de Tweede Wereldoorlog van het toneel. Daarnaast waren vele plaatsen van beschaafd vertier tijdens de oorlog beschadigd geraakt, waardoor er weinig concertruimtes overbleven. Ook in de jaren vijftig bleek het moeilijk om gelegenheidsorkesten samen te stellen en geschikte podia te vinden. Antwerpen had met het orkest van de Koninklijke Vlaamse Opera bovendien maar één professioneel orkest, en dat had een specifieke rol in de orkestbak.
Gaston Ariën richtte in samenwerking met Jef Maes, J.A. Zwijsen en Steven Candael op 12 november 1955 De Philharmonie op als een vzw. Op 19 januari 1956 begonnen de repetities en na een vijftigtal samenkomsten vond het eerste concert plaats op 10 december 1956 in het operagebouw.
Een vast onderkomen vinden was een uitdaging voor het orkest. De ‘Grote Geestzaal’ van de Koninklijke Maatschappij voor Dierkunde was de enige zaal met een groot podium. Maar die werd in 1958 gesloopt zodat er op dezelfde plaats de Koningin Elisabethzaal gebouwd kon worden. Daarom repeteerde De Philharmonie afwisselend in verschillende ruimtes in Antwerpen, waaronder de Alpaertszaal van de Dierentuin en sportzaal Olympia op het Zuid (de latere dancing Zillion).
De Nederlander Eduard Flipse werd in 1959 de eerste chef-dirigent van De Philharmonie. Tijdens de jaren zestig kende De Philharmonie een periode van bloei. In 1960 opende Koningin Elisabeth de nieuwe zaal die haar naam zou dragen, de Koningin Elisabethzaal. Vanaf dan beschikte het orkest over een waardige concertzaal.. Ook de toenmalige tv-zender BRT schakelde het orkest regelmatig in.
In 1970 stopte Flipse en kregen leden van het eigen orkest de leiding: Valère Lenaerts, en drie jaar later Enrique Jordá. André Vandernoot werd gastdirigent van 1975 tot 1983.
Vanaf 1980 sloeg de Philharmonie ook de handen in elkaar met deSingel. Hiermee ging zoveel jaren na dato een droom in vervulling van Peter Benoit, de stichter van het Koninklijk Vlaams Conservatorium in Antwerpen. Het orkest kreeg in zijn thuisstad een tweede volwaardig podium. Budgettair kreeg men het echter steeds moeilijker. Minister van cultuur Karel Poma dreigde het orkest op te doeken. Hij liet hiertoe een onderzoeksrapport opstellen dat concludeerde dat een drastische reorganisatie nodig was.

### De Filharmonie van Vlaanderen (1983 - 1985)
Om tegemoet te komen aan de bevindingen van het onderzoeksrapport, werd in 1983 een nieuwe vzw opgericht onder de naam De Filharmonie van Vlaanderen. Emil Tsjacharov trad aan als chef-dirigent en er kwam een nieuwe raad van bestuur. Dankzij een wijziging in de regelgeving mocht het orkest voortaan ook zelf concerten organiseren.

### Koninklijk Filharmonisch Orkest van Vlaanderen (1985 - 2002)
In 1985 veranderde de naam van het orkest in Koninklijk Filharmonisch Orkest van Vlaanderen.
In 1987 werd Günter Neuhold aangesteld als nieuwe chef-dirigent. Werken van Vlaamse hedendaagse componisten als Luc Brewaeys stonden hoog op de agenda. In 1996 kreeg het orkest een vaste plek om te repeteren, een nieuwbouw op het Eilandje in Antwerpen.
In seizoen 1998-1999 startte Philippe Herreweghe als artistiek directeur; hij is sindsdien vast verbonden aan het orkest.

### deFilharmonie - Royal Flemish Philharmonic (2002 - 2017)
De groeiende internationale belangstelling voor het orkest vertaalde zich in 2002 in een nieuwe naam: deFilharmonie (Royal Flemish Philharmonic).
In 2008 werd Jaap van Zweden aangesteld als chef-dirigent, Martyn Brabbins als vaste gastdirigent en Philippe Herreweghe als hoofddirigent. Hiermee ontstond een solide artistieke basis voor het orkest. In 2011 verving Edo de Waart chef-dirigent Jaap van Zweden. In 2009 werd, met de steun van de Vlaamse Gemeenschap en na overleg met de Vlaamse Bouwmeester, beslist om een nieuwe Koningin Elisabethzaal te bouwen met deFilharmonie als residentieorkest.
Na drie jaar van verbouwingen, werd in november 2016 op dezelfde plek de nieuwe Koningin Elisabethzaal geopend door Koningin Mathilde; deFilharmonie speelde vier openingsconcerten. Vanaf dan repeteert, concerteert en maakt het orkest opnames in de Koningin Elisabethzaal.

### Antwerp Symphony Orchestra (2017 - …)
De nieuwe concertzaal met internationale allure was de aanleiding voor een nieuwe naam van het orkest. Op 3 april 2017 veranderde het orkest zijn naam naar Antwerp Symphony Orchestra. Als residentie-orkest van de Koningin Elisabethzaal is het orkest, naast de Koningin Elisabethwedstrijd en de Muziekkapel Koningin Elisabeth, een van de drie Elisabeth-instellingen in België.
Sinds seizoen 2017-2018 ontvangt het Antwerp Symphony Orchestra elk seizoen een aantal internationale orkesten in de Koningin Elisabethzaal/
Met ingang van concertseizoen 2019-2020 werd Elim Chan de nieuwe chef-dirigent van het Antwerp Symphony Orchestra. De dirigente was 31 jaar toen ze startte als chef-dirigent bij het orkest en is daarmee de jongste chef-dirigent die het orkest ooit heeft gehad. In 2022 verwelkomde het orkest Jaap van Zweden opnieuw, die sinds seizoen 2022-2023 als dirigent emeritus aan het orkest verbonden is.

## Concerten

### Locaties
Naast zijn concerten in de Koningin Elisabethzaal speelt het orkest ook elk seizoen op andere locaties in Antwerpen zoals deSingel, De Roma, AMUZ, Carolus Borromeuskerk, de Onze-Lieve-Vrouwekathedraal en het Sint-Jansplein. Ook concertzalen zoals het Paleis voor Schone Kunsten in Brussel, het Concertgebouw in Brugge, Muziekcentrum De Bijloke in Gent en CCHA in Hasselt, behoren tot de vaste podia.
Het Antwerp Symphony Orchestra bracht, als Cultureel Ambassadeur van Vlaanderen, reeds concerten in buitenlandse concertzalen zoals de Philharmonic Hall in Sint-Petersburg, het National Grand Theatre van Beijing, de Musikverein en het Konzerthaus in Wenen, Het Koninklijk Concertgebouw in Amsterdam, de Suntory Hall en de Bunka Kaikan Hall in Tokio, de Palau de la Música Catalana in Barcelona en de Palace of Art in Boedapest. In april 2019 ging het Antwerp Symphony Orchestra als eerste Vlaamse orkest ooit op tournee in Zuid-Amerika, met concerten in het Teatro Mayor in het Colombiaanse Bogotá en de Sala São Paulo in het Braziliaanse São Paulo.

### Tradities
Het Antwerp Symphony Orchestra kent enkele tradities: een aantal (jaarlijks) terugkerende concerten.
Het Antwerp Symphony Orchestra speelt elk jaar in Antwerpen een gala met befaamde operasterren, een kerstgala en een nieuwjaarsconcert in de Koningin Elisabethzaal. Daarnaast brengt het orkest al meer dan tien jaar lang een toegankelijk klassiek programma tijdens het openluchtconcert op het Antwerpse Sint-Jansplein in het eerste weekend van september.

## Opnames
Het Antwerp Symphony Orchestra maakt opnames voor gerenommeerde klassieke labels zoals onder andere RFP, PHI, BIS Records en PentaTone Classics.

## Educatie & outreach
Onder de noemer Educatie & outreach wordt een veelheid aan inhoudelijke initiatieven gebundeld, waarmee het Antwerp Symphony Orchestra een sociale en educatieve opdracht vervult. Het orkest bouwt aan een duurzame cultuurbeleving door kinderen, jongeren en mensen in kwetsbare posities en met diverse culturele achtergronden te laten participeren aan klassieke muziek. Dit soort projecten dat zich specifiek op kinderen en jongeren richt, loopt als een rode draad doorheen het bestaan van het Antwerp Symphony Orchestra.
Als instelling is het Antwerp Symphony Orchestra de drijvende kracht achter verschillende jeugdorkesten (het Re-Mix Orchestra opgericht in 2007, het Antwerps Jeugdorkest opgericht in 2018 en het Youth Orchestra Flanders opgericht in 2018) en het richtte de Antwerp Symphony Orchestra Academy op in 2018. De Baron Swerts Academy draagt sinds 2023 de naam van haar hoofdsponsor, Vic Baron Swerts. Het orkest werkt ook mee aan de tweejaarlijkse compositiestage SoundMine van Musica.

## Leiding

### Chef-dirigenten
- 2026 - ... Marc Albrecht
- 2019 - 2024 Elim Chan
- 2011 - 2016 Edo de Waart
- 2008 - 2011 Jaap van Zweden
- 2002 - 2008 Daniele Callegari
- 1998 Philippe Herreweghe (sinds 1998 vast verbonden aan het Antwerp Symphony Orchestra)
- 1995 - 1998 Grant Llewellyn
- 1991 - 1995 Muhai Tang
- 1986 - 1991 Günter Neuhold
- 1983 - 1986 Emil Tsjacharov
- 1975 - 1983 André Vandernoot
- 1970 - 1975 Enrique Jordá[24]
- 1959 - 1970 Eduard Flipse

### Intendanten
- 2015 - heden Joost Maegerman
- 2009 - 2015 Hans Verbugt
- 2009 Jean Pierre Grootaers
- 2004 - 2008 Hans Waege
- 2000 - 2004 Jan Raes
- 1993 - 2000 Luc Vanackere
- 1991 - 1992 Marc Anseeuw
- 1986 - 1991 Luc Vanackere
- 1984 - 1986 Marc Clémeur
- 1964 - 1983 François Cuvelier

## Discografie (selectie)
- Bert Joris: Dangerous Liaison (samen met het Brussels Jazz Orchestra)
- Claude Debussy / Luc Brewaeys: Preludes - Recomposition for symphony orchestra o.l.v. Daniele Callegari (2005)
- Ludwig van Beethoven: Symfonie nr. 4 & symfonie nr. 7 o.l.v. Philippe Herreweghe (2005)
- Maurice Ravel - orkestraties: Mussorgsky – Debussy – Chabrier - Schumann
- Gia Kantsjeli: Simi (voor cello en orkest) & Magnum Ignotum (voor blazersensemble)
- Kalevi Aho: Trombone- en trompetconcerto o.l.v. Martyn Brabbins
- Antonín Dvořák: Vioolconcerto in a / Suk: Fantasie in g en Liefdeslied o.l.v. Alan Baribayev
- Wilhelm Stenhammar: Symphony No. 2 o.l.v. Christian Lindberg
- Robert Schumann: Symfonie No. 2 en 4 o.l.v. Philippe Herreweghe
- Peter Benoit: Heaven and Hell (verzamelde werken van Peter Benoit)

Naast deze kleine selectie heeft Antwerp Symphony Orchestra (deFilharmonie, Royal Flemish Philharmonic, Koninklijk Vlaams Filharmonisch Orkest) vele opnames gemaakt van werk van Belgische componisten, met name Peter Benoit, August De Boeck, Josef Callaerts, Wim Henderickx, Luc Van Hove, Joseph Jongen, Jef Maes, Arthur Meulemans, Lodewijk Mortelmans, Norbert Rosseau, Adolphe Samuel, Henri Vieuxtemps en Eugène Ysaÿe, veelal onder leiding van dirigent Martyn Brabbins.